# 莫伊塔
莫伊塔（葡萄牙語：Moita，葡萄牙語發音：[ˈmojtɐ] ⓘ）是葡萄牙塞圖巴爾區的市镇，位於該國中南部，始建於1691年，面積55.26平方公里，2011年人口66,029，人口密度每平方公里1,194.88人。